# The XXXorcist
The XXXorcist — порнографічний фільм-пародія режисера Дуга Сакмана (англ. Doug Sakmann, США), який вийшов 2006 року. Це порно-пародія на фільм Екзорцист.

## Технічні дані
- Назва : The XXXorcist
- Виробництво : Дуг Сакман
- Сценарій : Дуг Сакман
- Монтаж : Дуг Сакман
- Країна :  США
- Дистрибутор : Pulse Distribution
- Тривалість : 47:24
- Дата випуску : 
  -  США : 2006
- Заборона для дітей до 18 років
- Формат : кольоровий
- Кіножанр : фільм жахів (horror), порнографія, кінопародія

## У ролях
- Joanna Angel : Regan Theresa MacFeel
- Tommy Pistol[fr] : о. Merkin
- Kylee Kross : Mrs. MacFeel
- Evan Seinfeld[fr] : о. Seinfeld
- Andy Straub : офіцер поліції